# Ewald Banse
 (mars 2025).
Ewald Banse, né le 23 mai 1883 à Brunswick, ville où il est mort le 31 octobre 1953, est un géographe, historien pangermaniste et écrivain allemand. Son rôle d’ethnologue et d’orientaliste est controversé.

## Scientifique militaire et géographe culturel
L’un de ses professeurs les plus importants est Willi Ule, professeur de géographie à Halle et à Rostock, à qui il dédie son « Orientbuch » (Livre d'Orient) en 1913. De 1918 à 1923, Banse vit et travaille à Brunswick en tant qu'écrivain et chercheur indépendant. De 1932 à 1934, il est professeur honoraire de géographie à l'ancienne Technische Hochschule de Brunskwick (aujourd'hui université technique de Brunswick), après quoi il a enseigné à la Technische Hochschule Hanovre (aujourd'hui Université Gottfried-Wilhelm-Leibniz de Hanovre) et enfin entre 1940 et 1942 à l'université de pédagogie de sa ville natale. Il a milité en vain pour la définition de la géographie comme un Art (la géographie culturelle) et de la science militaire comme une science. Pendant la Seconde Guerre mondiale, il servit d'exemple à la propagande alliée sur la volonté expansionniste militaire de l'Allemagne.
Initialement influencé par les idées wilhelministes, Banse est un contemporain de Hitler et d'Atatürk et il est intellectuellement lié aux deux. Il soutient le premier dans de nombreuses publications qui ont ouvert la voie au National-socialisme, et il admire le second. Banse rejoint le Parti nazi (NSDAP) le 1er février 1933 (membre no 1 475 980. En outre, il est membre de l'Association nationale-socialiste des enseignants allemands (NSDDB) depuis novembre 1932.
Pour l’Allemagne et l’Europe, il prône l’expansion selon l’idéologie « Volk ohne Raum » (« peuple sans espace »). Pour un « relèvement de l'Orient », Banse considère que les réformes Jeunes-Orientales (Jeunes-Turcs, Jeune Égypte, la réforme des Cents jours en Chine, etc.) sont inadaptées et insuffisantes, mais qu'une colonisation et une européanisation complète des « races orientales » est inévitables et préconise explicitement le recours à la violence pour les imposer (« extermination des Orientaux particulièrement désobéissants »), saluant l'extermination des Arméniens par l'Empire ottoman, allié à l'Empire allemand (1915), ainsi que la politique d'occidentalisation ultérieure sous Atatürk en Turquie.
Après la Seconde Guerre mondiale, Banse est classé comme géopoliticien nazi dans la zone d'occupation soviétique et certains de ses livres sonnt placés sur la Liste de la Littérature à exclure (en allemand : Liste der auszusondernden Literatur) tandis qu'en dans le reste de l'Allemagne occupée (devenue plus tard l'Allemagne de l'Ouest), il resta néanmoins respecté en tant que géographe, africaniste et orientaliste jusqu'à sa mort en 1953. En 1957, la bibliothèque municipale de Brunswick acquiert la collection de livres (5 000 ouvrages) du géographe national-socialiste. Les œuvres de Banse ont été principalement publiées par le groupe d'édition Westermann, basé à Brunswick.